# Дешрет
Дешрет е името на Червената корона на Долен Египет. По-късно тя е комбинирана с Бялата корона на Горен Египет и образуват Двойната корона на Древен Египет, изобразена за първи път на главата на фараона Нармер. Понякога символът на тази корона, а и на цял Долен Египет, е древноегипетския бог Некбет.